# Iglesia de San Roque (Quito)
La Iglesia de San Roque es un templo católico ubicado en el Centro Histórico de Quito, entre las calles Rocafuerte y Chimborazo. El edificio actual fue diseñado y construido por el padre lazarista alemán Pedro Brüning a principios del siglo XX y reemplazó a la iglesia original que databa de 1596.

## Historia
El templo original fue erigido en 1596, durante la época virreinal.

### Demolición del antiguo templo y construcción de la iglesia actual

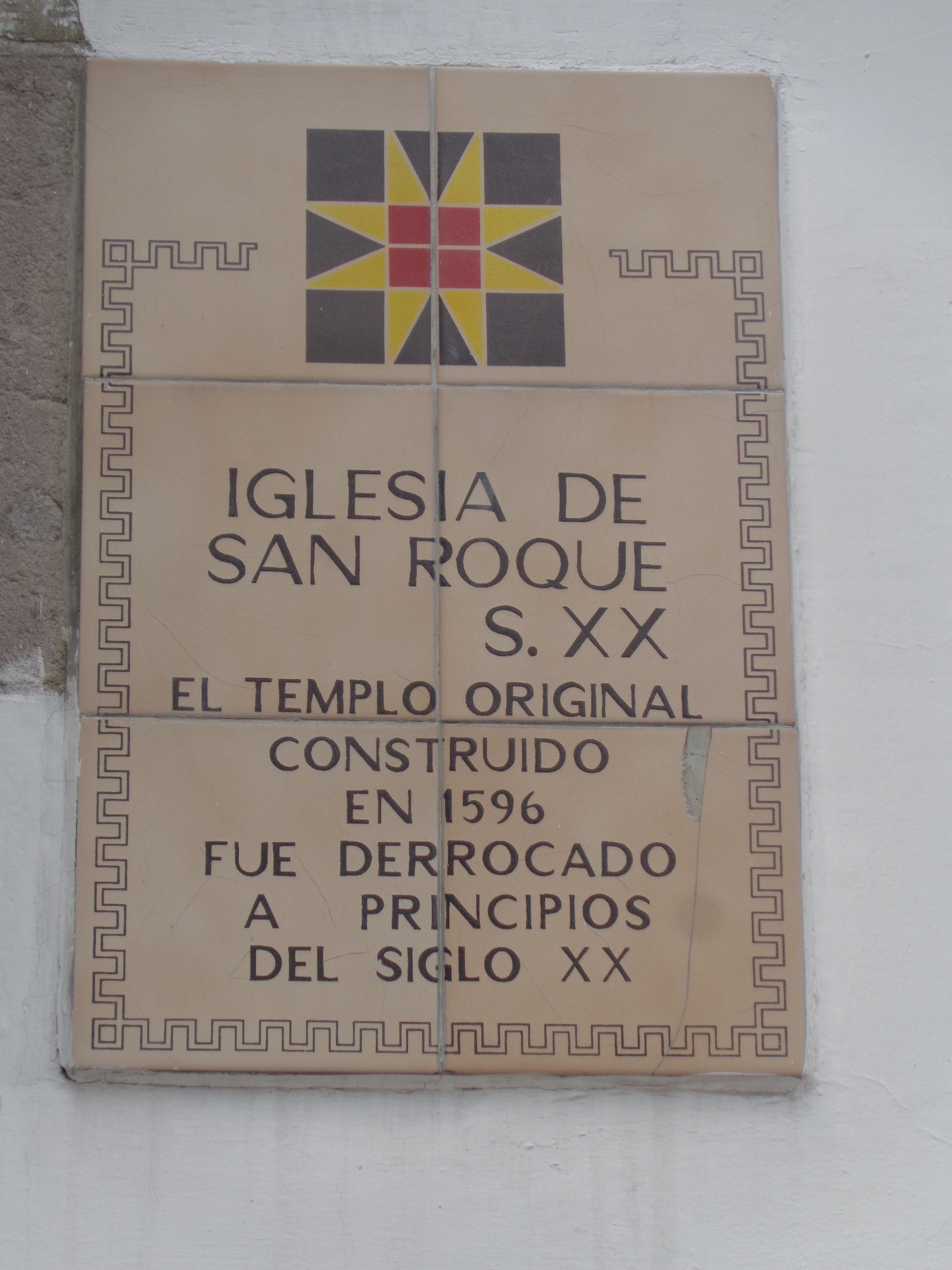
Inscripción a un costado de la entrada principal.

Debido a su mal estado, en 1905 se decide demoler la antigua iglesia, En agosto del mismo año el Comité Constructor del Templo de San Roque o Comité Pro-construcción decide declarar a la Virgen del Quinche como "madrina" del templo, por lo cual su imagen fue traída temporalmente El comité también se encargó de recaudar los fondos para su construcción. Si bien el 12 de agosto de 1905 se colocó la "primera piedra" de este nuevo templo, no sería hasta septiembre del mismo año que los planos recibirían su aprobación preliminar Sin embargo, al no considerarlos completamente adecuados, Federico González Suárez no dio su autorización y se tuvo que esperar dos años más hasta que el 14 de febrero de 1907, y luego de que el padre Brüning se hiciera cargo del proyecto, el arzobispo concedió su autorización definitiva Mientras tanto, ya se había vuelto a colocar la "primera piedra" del nuevo templo el día anterior, el 13 de febrero de 1907 El 7 de abril del mismo año comenzaron los trabajos definitivos hasta que la iglesia quedó terminada en 1925
De acuerdo a Alfonso Cevallos Romero, esta fue la cronología de construcción:
- 12 de agosto de 1905: colocación de la primera piedra. Sin embargo, el edificio no recibe la autorización del arzobispo Federico González Suárez.
- enero de 1907: el padre Brüning se hace cargo del proyecto. Elabora su propio diseño del nuevo templo.
- 13 de febrero de 1907: se vuelve a colocar la primera piedra.
- 14 de febrero de 1907: el arzobispo González Suárez autoriza la construcción.
- 7 de abril de 1907: comienza la construcción del nuevo templo.
- 1910: para el segundo semestre de este año ya se han completado todos los arcos y la cubierta de la sacristía.
- agosto de 1911: se terminan los muros exteriores del templo.
- mayo de 1911: se completa la bóveda del crucero.
- noviembre de 1911: se completan las bóvedas de las naves laterales.
- diciembre de 1911: se empieza a trabajar en la cubierta del templo.
- mayo de 1912: se instala el altar mayor.
- abril de 1914: se empieza a pintar el interior del templo.
- 14 de octubre de 1918: reconstrucción de los altares laterales.
- 3 de junio de 1923: se completa el retablo para la imagen de la Virgen de la Borradora.

Finalmente la iglesia se concluyó en 1925.

## Descripción

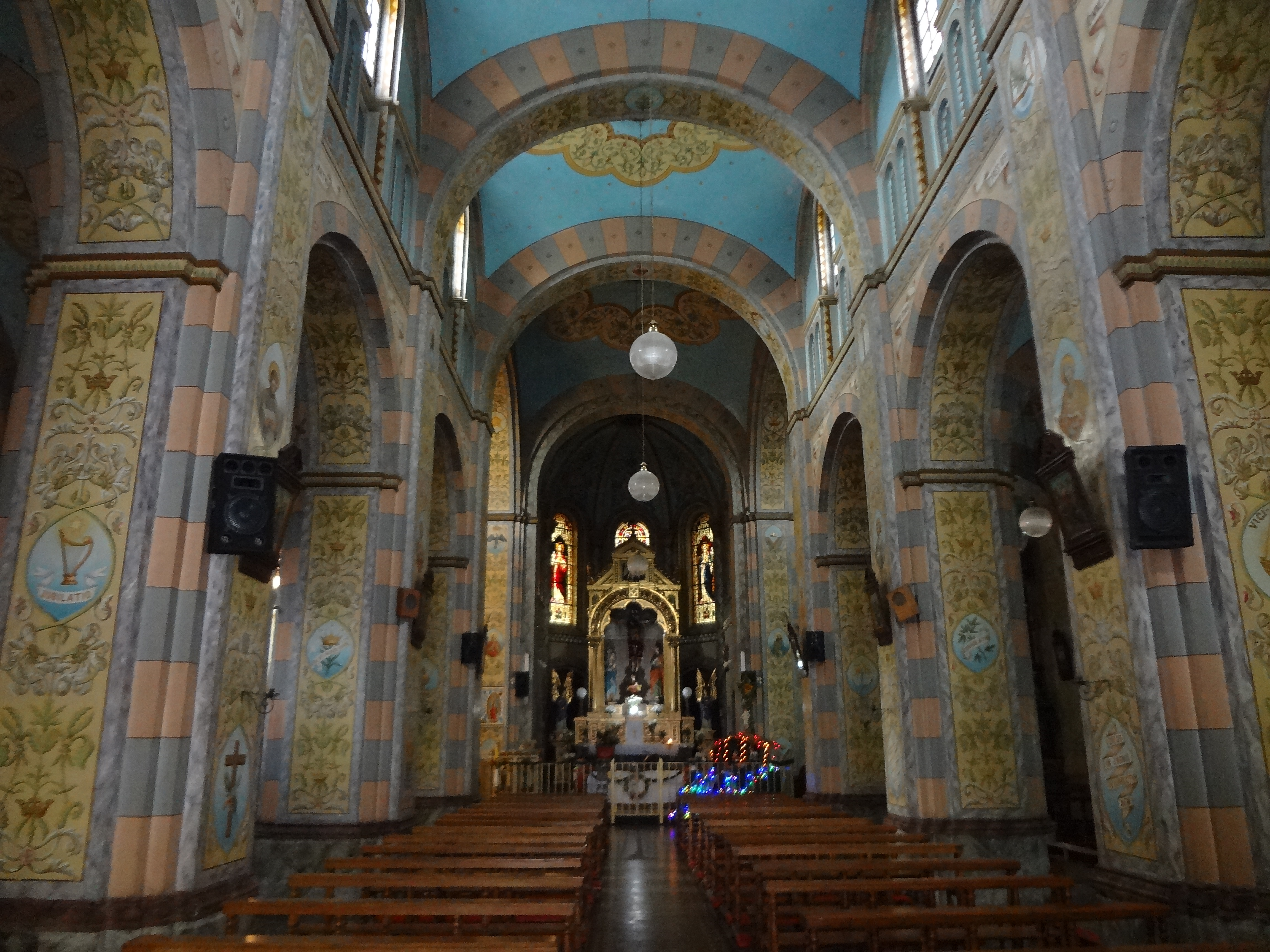
Interior, nave central.

Es una iglesia de estilo historicista. El interior presenta una nave central conformada por arcos de medio punto y decorada con pintura mural. El altar está recubierto con pan de oro. En el presbiterio descansa un ambón de cedro armado en 1970 con piezas más antiguas. Cada una de las caras del ambón presenta una escultura policromada que incluyen a San Lucas, San Marcos, San Mateo y San Juan